# 慶眾汽車
慶眾汽車工業股份有限公司（Chin Chun Motor Co., Ltd.）乃於1991年6月13日由慶豐寰宇公司與德國福斯汽車合資成立，屬於慶豐集團旗下子公司。1994年正式將福斯T4商用車國產化，並自潘新汽車接手西班牙喜悅汽車代理權，進口喜悅Córdoba、西亞特Ibiza等車款。2000年代初期自王記汽車接下南韓現代汽車之總代理權，後來因為關係企業三陽工業與日本本田技研工業合作破局，慶豐集團調整由三陽工業承攬總代理，慶眾汽車轉型為代工工廠。

## 公司沿革
1991年慶豐集團旗下慶豐環宇公司與德國福斯汽車合資成立慶眾汽車，兩年後位於桃園縣觀音鄉觀音工業區的工廠動土建廠。1993年實施廠辦合一，將臺北市辦公室遷往觀音工業區；同年12月先引進福斯T4商用車；翌年正式推出國產化的福斯T4商用車。1998年由於和福斯汽車集團合作的關係，慶眾汽車接下西班牙喜悅汽車代理權，進口喜悅Córdoba、喜悅Ibiza等車款；由於銷售成績不理想，進口一年後便停止引進。
1999年王記汽車先是委託三富汽車代工組裝現代Accent，但後者因經營不善，廠房土地售予台朔汽車，遂改由台朔汽車代工組裝。不過銷售成績仍未轉好，王記汽車遂決定讓出現代汽車的代理權。同年11月24日慶眾汽車與現代汽車正式簽約，取得臺灣總代理權，並陸續引進Atos、Trajet、Santa Fe、XG等車種；2000年3月時王記汽車入股慶眾汽車；2001年3月國產化的現代XG上市。2002年同集團之三陽工業與日本本田技研工業合作破局，慶眾汽車將現代汽車代理權轉給三陽工業，自己轉型成其衛星代工廠。
2007年，慶豐集團整合旗下汽車事業資源，慶眾汽車營業部門併入同集團的南陽實業，現代商業車的銷售業務也轉移給南陽實業；慶眾汽車停工，改將廠房、設備、人員出租給三陽工業。2009年三陽工業與以色列自動設備公司（Automatic Equipment Inc.）聯手獲得國防部3,598輛輕型戰術輪車的投標案，租用慶眾汽車觀音工廠組裝製造這批越野車輛。2010年12月22日，慶眾汽車觀音工廠被全聯福利中心以新台幣24.6億元標下，內容包含6.6萬坪土地、2.46萬坪建物及機械設備等。

### 現代汽車代理權之後續發展
2002年，三陽工業與本田技研工業結束合作關係，慶豐集團把現代汽車的代理權從慶眾汽車轉移至三陽工業。三陽工業除引進更多進口車外，也陸續將Elantra、Matrix、XG等車款國產化。由於日系車廠在乘用轎車的市場區塊相當穩固，三陽工業改變市場策略，進軍SUV產品，陸續推出國產化的Tucson、Santa Fe、商用車Porter等車種，結合高壓共軌缸內直噴的柴油引擎，在臺灣休旅車市場殺出重圍。

## 關係企業
- 三陽工業股份有限公司
- 豐達貿易股份有限公司
- 鼎豪實業股份有限公司
- 南陽實業股份有限公司
- 慶澧股份有限公司
- 金帝股份有限公司
- 越南製造加工出口（控股）有限公司
- 廈杏摩托有限公司
- 慶洲機械工業有限公司
- 印尼三陽股份有限公司
- 三陽義大利有限公司
- 三陽德國有限公司